# Chris O'Dell
Chris O'Dell est une américaine née en 1947. Groupie pendant les années 1960 et 1970, elle devient organisatrice de tournées pour de nombreux artistes. Vivant dans le cercle restreint des Beatles depuis 1968, très proche notamment de Ringo Starr et de George Harrison, elle est le sujet de la chanson de ce dernier Miss O'Dell (en). 

## Biographie
Chris O'Dell naît en 1947, dans une famille conservatrice de l’Oklahoma.
À l'âge de 20 ans, elle rencontre à Los Angeles un attaché de presse des Beatles, Derek Taylor. Celui-ci lui propose de venir travailler à Londres pour le label du groupe, Apple Records, comme assistante : elle vend sa collection d'albums vinyle et prend un billet pour l'Angleterre, où elle arrive avec 60 livres en poche. Elle se retrouve immergée en pleine Beatlemania, et se lie rapidement avec les musiciens. Elle emménage chez George Harrison et sa femme Pattie Boyd, et a des liaisons avec Eric Clapton et Ringo Starr,. Elle est le sujet de la chanson Miss O'Dell (en) écrite par George Harrison et est créditée pour les chœurs de Hey Jude. On l'aperçoit lors du concert des Beatles sur le toit, assise au bout d'un banc accompagnée de Yoko Ono, Maureen Starkey et Ken Mansfield (en). À la même époque, elle inspire à Leon Russell Pisces Apple Lady et Hummingbird.
En 1972, elle devient un temps assistante personnelle de Mick Jagger, avec lequel elle a une aventure. Elle pourvoit les musiciens en drogue, et sombre elle-même dans l'alcool et la cocaïne. Une photo d'elle orne la pochette de l'album des Rolling Stones Exile On Main Street.
En 1974, c'est avec Bob Dylan qu'elle travaille, puis vit quelque temps après son divorce d'avec Sara.
Elle organise ensuite des tournées de nombreux artistes, et notamment de Crosby, Stills, Nash and Young; Linda Ronstadt, Santana, Phil Collins, Earth, Wind and Fire, Fleetwood Mac, Queen, Electric Light Orchestra, Jennifer Warnes,. Joni Mitchell la mentionne dans sa chanson Coyote, dans le vers « he's got another woman down the hall », où la Canadienne évoque la relation que toutes deux entretiennent simultanément avec Sam Shepard.
En 1984 elle rompt avec sa vie de tournées, de sexe et de drogue. Elle épouse Anthony John Mark Russell, fils d'un membre de la Chambre des lords britannique, le baron Ampthill, et en a un fils William né en 1986, dont Ringo Starr est le parrain. Elle devient hypnothérapeute et conseillère en toxicomanie et se remarie en 2009 avec un confrère, Morrise Lucky. Elle vit à Tucson en Arizona.
À la mort de George Harrison en 2001 elle décide d'écrire ses mémoires qu'elle publie en 2009 sous le titre Miss O'Dell : My Hard Days and Long Nights with The Beatles, The Stones, Bob Dylan, Eric Clapton, and the Women They Loved.